# Omomantinae
Sous-famille
Les Omomantinae sont une sous-famille d'insectes de la famille des Mantidae (mantes).

## Répartition
Cette sous-famille se rencontre en zone afrotropicale.

## Description
Les Omonantinae sont des mantes qui présentent des lobes apicaux des hanches antérieures contigus, quatre épines externes aux fémurs antérieurs et de deux à trois épines discoïdes. Leurs élytres sont rayés de noir.
Un caractère autapomorphique de cette sous-famille est la perte de l'épine discoïdale proximale. Elle se distingue également des autres sous-familles de Mantidae par ses organes génitaux qui présentent un processus distal du phallomère ventral fortement incurvé et les deux lobes de l'apophyse phalloïde bien développés.

## Taxinomie

### Historique et dénomination
La paternité de cette sous-famille est attribuée à l'entomologiste italien Ermanno Giglio-Tos qui l'a décrite en 1916 sous le protonyme "Omomantes".

### Publication originale
- Giglio-Tos, E. 1916. Mantidi esotici. Generi e specie nuove. Bullettino della Società Entomologica Italiana, 47: 3-44. (lire en ligne)

## Liste des genres
Cette sous-famille est monotypique :
- Omomantis Saussure, 1899